# 李昇規
李昇規 已正名 （1999年7月10日—），韓國男演員、音樂劇演員、話劇演員。曾被譯為 李昇奎、李勝奎或李升規。2022年1月7日以網路劇《@帳號已刪除》出道，且出道前已完成兵役。

## 演出作品

### 電影
| 年份 | 片名                | 角色   | 性質   |
| 2022 | 造夢者 (드림메이커) | 李昇規 | 男配角 |

### 網路劇
| 年份 | 網路平台                                                                                      | 劇名                                     | 角色            | 性質   |
| 2021 | E.01 - E.10：WATCHA、콬TV官方Youtube （页面存档备份，存于） 播出 E.11 - E.22：WATCHA 獨家播出 | 《@帳號已刪除 (@계정을 삭제하였습니다)》 | 車賢振 (차현진) | 男配角 |
| 2023 | Heavenly Naver Series On Coupang Play                                                         | 《我們的模擬戀愛》                       | 申基泰          | 主演   |
| 2023 | KB國民銀行 官方Youtube （页面存档备份，存于）                                                 | 《走向曠野 2023 (광야로 걸어가 2023)》   | 연지훈          | 主演   |

### 音樂劇
| 年份 | 劇名                | 角色            |
| 2019 | The Day (그 날)     | 泰秀 (태수)     |
| 2019 | 랑 유관순           | 劉仁錫 (유인석) |
| 2022 | Love Again (러버겐) | 昇規            |
| 2023 | The Day (그 날)     | 泰秀 (태수)     |

### 話劇
| 年份 | 劇名               | 角色            |
| 2018 | 연극 10분          |                 |
| 2019 | With you (위드 유) | 耶穌            |
| 2019 | 公車 (버스)        | 金敏赫 (김민혁) |

### 音樂錄影帶
| 日期       | 演唱歌手 | 歌曲名稱                                   |
| 2023.03.27 | 4MEN     | 你瘋了嗎 (미친거니) （页面存档备份，存于） |

## 音樂作品

### OST
| 發行日期   | 戲劇名稱                                               | 歌曲名稱       |
| 2023.08.07 | 《我們的模擬戀愛》 (The Story of Kitae and Wan) Part.2 | Because of You |

## 廣告
| 年份 | 品牌      | 產品          | 廣告名稱 |
| 2021 | Acuvue    | 隱形眼鏡      | ・為了初次配戴隱形眼鏡者的指南(男士篇) （页面存档备份，存于） ・為了初次取下隱形眼鏡者的指南(男士篇) （页面存档备份，存于） |
| 2022 | Discovery | -             | - |
| 2022 | 三星電子  | Galaxy Tab S8 | 不管是誰，旅行都有一個 Tab （页面存档备份，存于）                                                                           |

## 外部連結
- 李昇規的Instagram帳戶
- 李昇規的Daum cafe （页面存档备份，存于）
- YouTube上的李昇規頻道